# Seoul Olympic Velodrome
Seoul Olympic Velodrome – otwarty (niezadaszony) tor kolarski w Seulu, stolicy Korei Południowej. Został wybudowany w latach 1984–1986. Trybuny przy torze mogą pomieścić 6322 widzów. Długość toru kolarskiego wynosi 333,33 m.
Tor został zaprojektowany w 1978 roku. Początkowo miał stanąć w kompleksie sportowym wokół Stadionu Olimpijskiego, ale później uznano, że łącznie z welodromem na stosunkowo niedużej powierzchni kompleksu istniałoby zbyt dużo aren sportowych i postanowiono go wybudować w Parku Olimpijskim. Budowa toru ruszyła 4 września 1984 roku i została zakończona 30 kwietnia 1986 roku. Obiekt wyposażono w drewniany tor kolarski o długości 333,33 m, który ze wszystkich stron otaczały trybuny mogące pomieścić 6322 widzów. Zachodnia część trybun posiada zadaszenie. Przy stadionie stanęły cztery maszty oświetleniowe, dające światło o natężeniu 2000 luksów. Koszt budowy areny wyniósł 10,1 mld ₩. Na obiekcie rozegrano konkurencje kolarstwa torowego podczas Letnich Igrzysk Olimpijskich 1988.